# Джака (комуна)
Джака (рум. Geaca) — комуна у повіті Клуж в Румунії. До складу комуни входять такі села (дані про населення за 2002 рік):
- Джака (645 осіб)
- Кіріш (96 осіб)
- Лаку (301 особа)
- Леджій (184 особи)
- Пуйнь (123 особи)
- Сукутард (395 осіб)

Комуна розташована на відстані 310 км на північний захід від Бухареста, 38 км на схід від Клуж-Напоки.

## Населення
За даними перепису населення 2002 року у комуні проживали 1744 особи.
Національний склад населення комуни:
| Національність   | Кількість осіб | Відсоток |
| ---------------- | -------------- | -------- |
| румуни           | 1414           | 81,1%    |
| угорці           | 302            | 17,3%    |
| цигани           | 25             | 1,4%     |
| українці         | 1              | 0,1%     |
| німці            | 1              | 0,1%     |
| росіяни-липовани | 1              | 0,1%     |

Рідною мовою назвали:
| Мова       | Кількість осіб | Відсоток |
| ---------- | -------------- | -------- |
| румунська  | 1428           | 81,9%    |
| угорська   | 300            | 17,2%    |
| циганська  | 15             | 0,9%     |
| українська | 1              | 0,1%     |

Склад населення комуни за віросповіданням:
| Релігія        | Кількість осіб | Відсоток |
| -------------- | -------------- | -------- |
| православні    | 1349           | 77,4%    |
| реформати      | 293            | 16,8%    |
| адвентисти     | 46             | 2,6%     |
| римо-католики  | 13             | 0,7%     |
| греко-католики | 8              | 0,5%     |
| п'ятдесятники  | 5              | 0,3%     |
| юдеї           | 1              | 0,1%     |
| атеїсти        | 1              | 0,1%     |